# Norman Balk
Norman Balk (* 4. Januar 1894 in Reval; † 1975) war ein deutscher Schriftsteller und Skandinavist.

## Leben
Balk war nach Promotion wissenschaftlicher Beamter an der Friedrich-Wilhelm-Universität in Berlin, später Lektor und Dozent für die deutsche Sprache an der Universität Oslo.
Er veröffentlichte zur Geschichte der skandinavischen Länder und war Herausgeber der Deutsch-Schwedischen Blätter.

## Ehrungen
- 1955: Verdienstkreuz (Steckkreuz) der Bundesrepublik Deutschland
- 1963: Goethe-Medaille